# Carolina Pini
Carolina Pini (* 13. Juni 1988 in Pavia) ist eine italienische Fußballspielerin, die von 2007 bis 2011 beim Bundesligisten FC Bayern München unter Vertrag stand. Zuletzt war sie von 2011 bis 2013 für den italienischen Erstligisten ASD CF Bardolino aktiv.

## Karriere

### Vereine
Vom sechsten bis zum dreizehnten Lebensjahr spielte sie gemeinsam mit Jungen bei Floriagafir, einem im Florenzer Stadtteil Campo di Marte ansässigen Sportverein, Fußball. Nach zwei sich anschließenden Spielzeiten für die Frauenfußballabteilung des AC Florenz – die letzte in der Serie B – verpflichtete sie der Erstligist Aircargo Agliana, für den sie elf Ligaspiele bestritt und zwei Tore erzielte. Ihr Debüt am 14. April 2007 (18. Spieltag), beim 3:0-Sieg im Auswärtsspiel gegen den A.C.F. Mailand C.F. krönte sie mit dem Führungstreffer in der zweiten Minute, ihrem ersten Ligator.
Vom FC Bayern München verpflichtet, bestritt sie für die zweite Mannschaft vom 8. September 2007 bis 24. Mai 2009 25 Spiele in der drittklassigen Bayernliga und erzielte 14 Tore; in der 2. Bundesliga Süd – Aufstieg bedingt – war sie ebenfalls mit zwei Toren in zwei Spielen (am 8. November 2009 und 10. Oktober 2010) erfolgreich. Am 1. Juni 2008 (20. Spieltag) gab sie ihr Debüt in der Bundesliga, als sie beim 7:2-Sieg im Heimspiel gegen den 1. FFC Turbine Potsdam in der 29. Minute für Vanessa Bürki eingewechselt wurde; dabei erzielte sie in der 84. Minute auch ihr erstes Tor zum zwischenzeitlichen 5:2. Ihr letztes Spiel für den FC Bayern München bestritt sie am 13. März 2011 (22. Spieltag) bei der 2:8-Auswärtsniederlage gegen den 1. FFC Frankfurt zum Saisonausklang.
Nach Italien zurückgekehrt, ist sie seit der Saison 2011/12 für den Erstligisten ASD CF Bardolino aktiv. Ihr Debüt krönte sie am 8. Oktober 2011 (1. Spieltag) beim 2:1-Sieg im Auswärtsspiel gegen den ASD Mozzanica CF 2002, dem Verein aus Mozzanica, sogleich mit ihrem ersten Tor, dem 1:0 in der 40. Minute. Nachdem ihre Vertragslaufzeit nicht über den 30. Juni hinaus verlängert wurde, verließ den Verein.

### Nationalmannschaft
Nachdem sie in den U14-, U15- und U19-Auswahlmannschaften zum Einsatz gekommen war, debütierte sie am 21. Juni 2006 in der A-Nationalmannschaft, die in Belgrad mit 7:0 gegen die Auswahl Serbien-Montenegros gewann.
Ferner nahm sie mit der A-Nationalmannschaft an der vom 23. August bis 10. September 2009 ausgetragenen Europameisterschaft in Finnland teil, bestritt die drei Gruppenspiele gegen die Auswahlen Englands, Schwedens und Russlands sowie das mit 1:2 gegen die Auswahl Deutschlands verlorene Viertelfinale. Sie bestritt unter anderem das gegen die Auswahl Armeniens mit 7:0 gewonnene Gruppenspiel, als auch die sechs in der 1. bis 3. Runde der Play-off-Phase ausgetragenen Begegnungen für die Weltmeisterschaft 2011. Im Zweitrundenspiel am 2. Oktober gegen die Auswahl der Ukraine erzielte sie mit dem Treffer zum 3:0-Endstand in der 89. Minute auch ihr erstes Länderspieltor. Zudem verlor sie mit der A-Nationalmannschaft gegen die Auswahl Deutschlands zweimal mit 0:5; erstmals am 3. August 2006 im Krefelder Grotenburg-Stadion und am 3. Juni 2011 an der Osnabrücker Bremer Brücke. Ihr letztes Länderspiel bestritt sie am 16. Juni 2012 in Turin beim 9:0-Sieg im Qualifikationsspiel für die Europameisterschaft 2013.

## Erfolge
- Bundesliga-Cup-Sieger 2011 (mit dem FC Bayern München)
- Zweiter der Meisterschaft 2012 (mit ASD CF Bardolino)
- Finalist Italienischer Pokal 2013 (mit ASD CF Bardolino)
- Zweitligameister 2003 (mit dem AC Florenz)